# Loriculus philippensis
El lorículo filipino (Loriculus philippensis) es una especie de ave psitaciforme de la familia Psittaculidae endémica de Filipinas. Contiene unas 11 subespecies repartidas por el archipiélago filipino, aunque su taxonomía exacta todavía no está clara, al menos una de las subespecies podría separarse y considerarse especie aparte.
Son pequeños loros principalmente verdes con algunas áreas rojas, naranjas, amarillas y azules según las subespecies. Solo los machos tienen la frente de color rojo, excepto en la población que vive en Camiguin, donde ni los machos ni las hembras tienen esta zona roja. Anidan en las cavidades de los árboles como la mayoría de loros, pero a diferencia de sus parientes la hembra acarrea materiales de construcción para el nido enganchados en sus plumas.

## Descripción

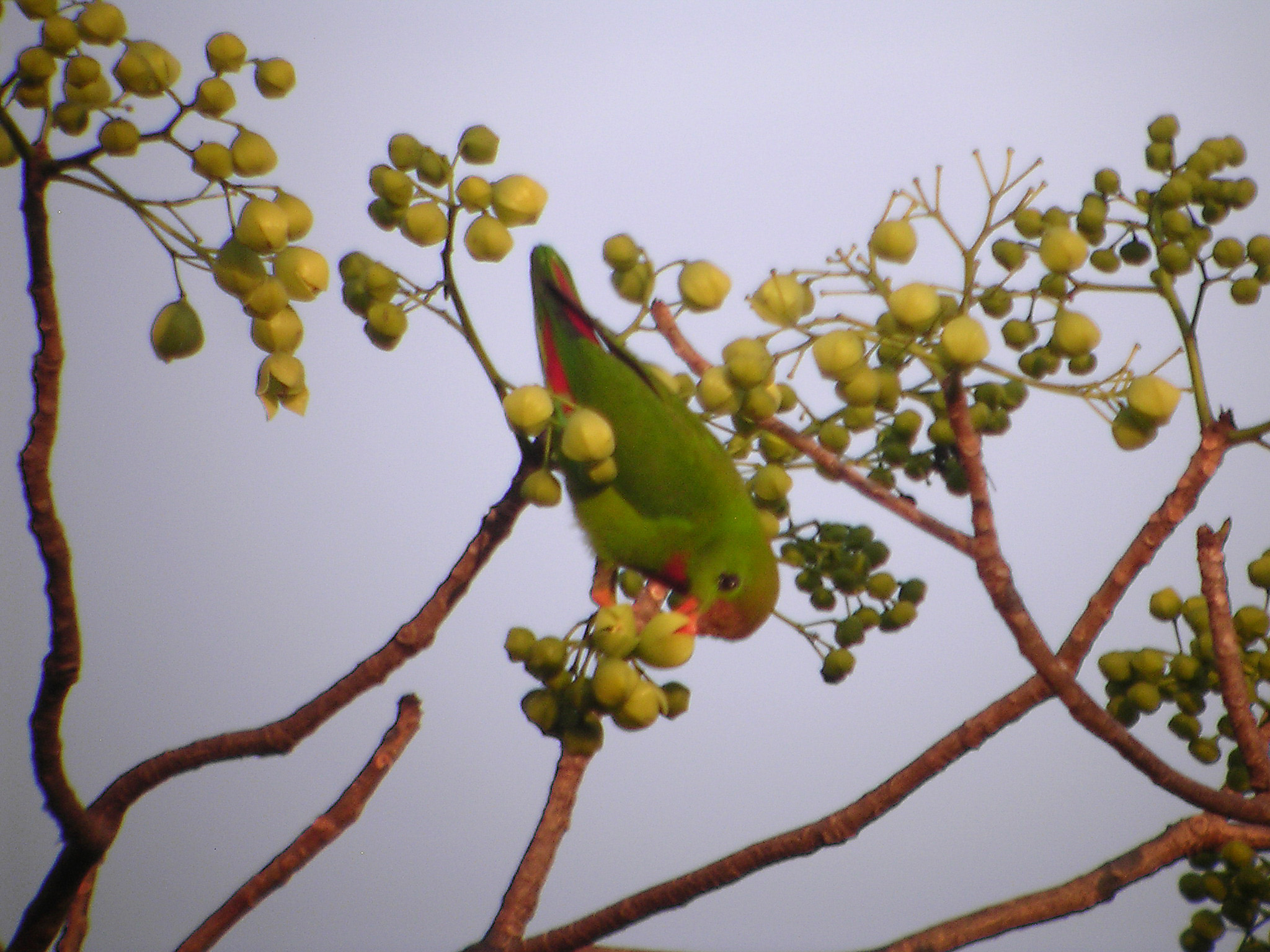
Macho de L. p. philippensis comiendo frutos en Luzón.

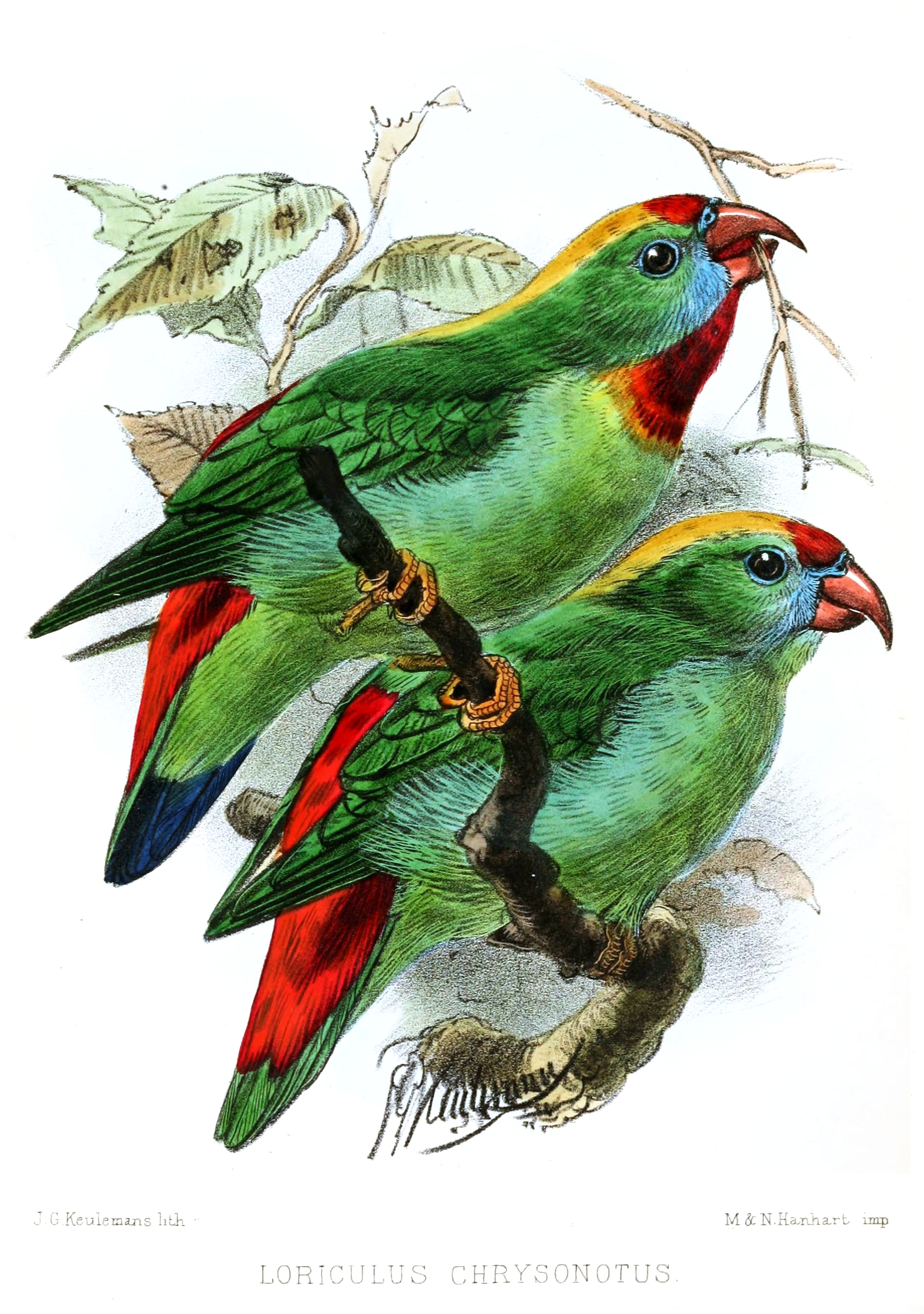
Ilustración de L. p. chrysonotus.

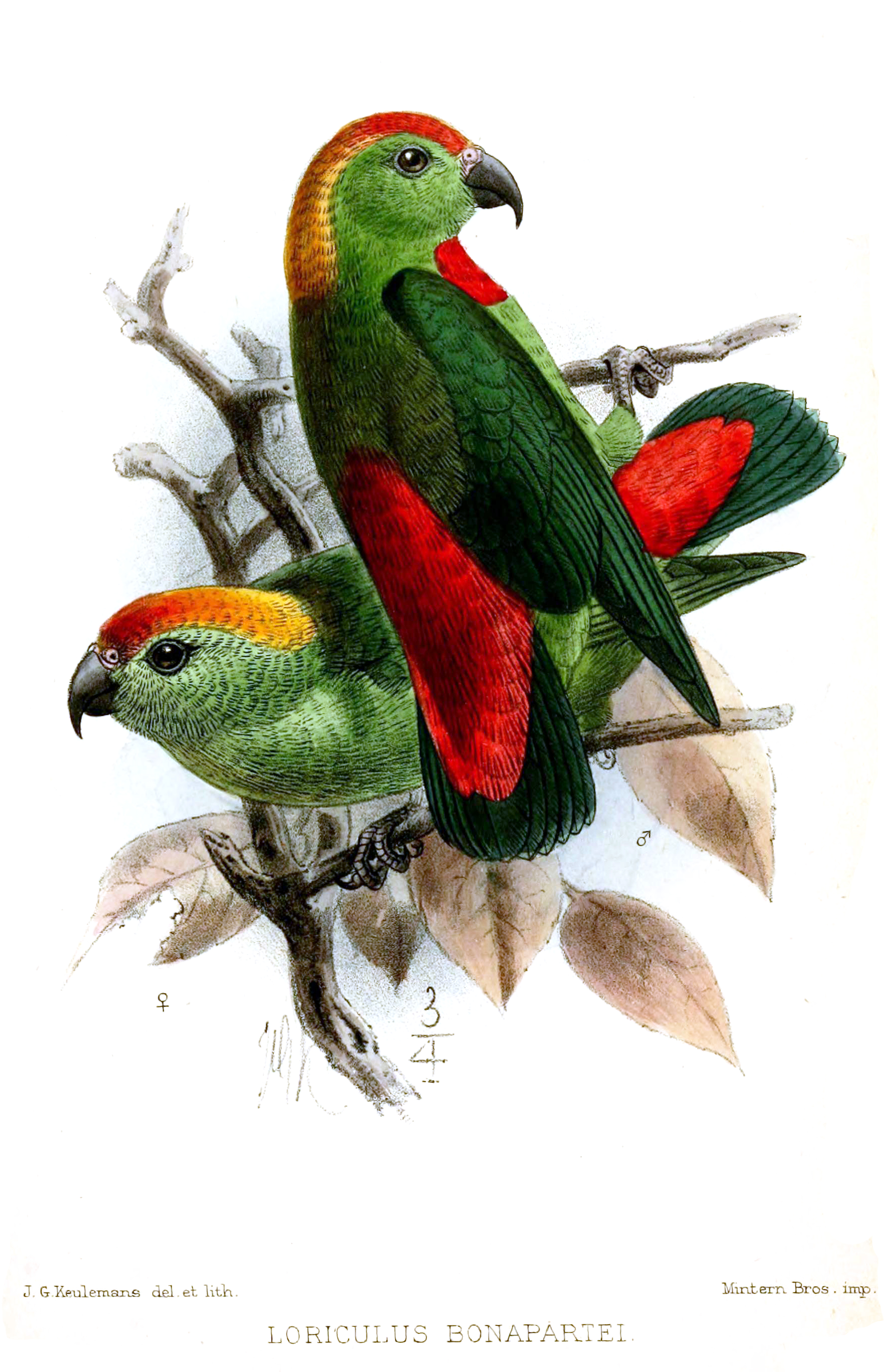
L. p. bonapartei

El lorículo filipino mide unos 14 cm  de largo, y pesa entre 32–40 g, y tiene una cola corta y redondeada. Su plumaje es principalmente verde con algunas zonas rojas, naranjas, amarillas o azules, entre las que se incluyen el obispillo y la base de la cola, el píleo o la parte inferior de las alas; que varían según las subespecies. Presentan dimorfismo sexual, solo los machos suelen tener la frente, la garganta y parte superior del pecho rojas, excepto en Loriculus (philippensis) camiguinensis cuyos machos y hembras carecen de rojo en estas zonas. El iris de los ojos de ambos sexos es pardo. Los adultos tienen los picos rojos y las patas naranjas, excepto en Loriculus (philippensis) bonapartei que tiene el pico negro y las patas grises. Los juveniles tienen menos rojo en su cabeza y sus picos son más claros, pero en lo demás se parecen a las hembras.

## Taxonomía
La especie, o complejo de especies, fue descrito científicamente por Statius Müller en 1776. Su taxonomía exacta permanece incierta.
Suelen reconocerse las siguientes subespecies:
- Loriculus philippensis apicalis Souance, 1856
- Loriculus (philippensis) bonapartei Souance, 1856[3]
- Loriculus philippensis bournsi McGregor, 1905
- Loriculus philippensis chrysonotus Sclater, PL, 1872
- Loriculus philippensis dohertyi Hartert, 1906
- Loriculus philippensis mindorensis Steere, 1890
- Loriculus philippensis philippensis (Statius Muller, 1776)
- Loriculus philippensis regulus Souance, 1856
- Loriculus philippensis siquijorensis Steere, 1890
- Loriculus philippensis worcesteri Steere, 1890
- Loriculus philippensis camiguinensis Tello, JG 2006[5]

En 2006 los lorículos que viven en la isla de Camiguin, al norte de Mindanao, se describieron como una entidad separada, Loriculus (philippensis) camiguinensis; pero son necesarios análisis de ADN suplementarios para clarificar su taxonomía. También existe incertidumbre en la taxonomía de Loriculus (philippensis) bonapartei que en distintas clasificaciones aparece como especie o como subespecie.

## Distribución y hábitat
El lorículo filipino es un ave nativa de Filipinas, presente en todo el archipiélago menos el archipiélago de Joló y no muy abundante en Palawan. Las distintas subespecies habitan en las diferentes islas, y algunas de ellas son raras o están casi extintas. El tráfico de aves entre islas para ser mascotas ha originado que algunos ejemplares vivan en islas diferentes a las que eran originarios.
Su hábitat natural son los bosques húmedos tanto de tierras bajas como de tierras altas y los bosquetes de bambú. Además ocupa hábitats modificados por el hombre, como las plantaciones de cocoteros y los bosques secundarios. Es más abundante en las regiones bajas, y se hace más escaso por encima de los 1250 m de altitud.

## Comportamiento
Los lorículos filipinos suelen encoentrarse generalmente solos o en parejas, raramente en grupos. Se alimentan principalmente en las copas y los niveles medios de los árboles, y su dieta se compone de néctar y flores, además de frutos como los higos (Ficus).
Su época de cría es de marzo a mayo. Como la mayoría de los loros anida en las cavidades de los árboles, generalmente a gran altura en árboles muertos. Sin embargo es una de las pocas especies de loros que introduce material de anidamiento en el hueco. La hembra se mete los materiales de construcción entre las plumas para llevarlo al nido. En cautividad la puesta suele constar de tres huevos que incuban durante 20 días. Los polluelos tardan unos 35 días más en desarrollarse. Sus huevos son redondeados y miden unos 18.7 x 16.4 mm.